# Festiwal Kultury Żydowskiej „Simcha” we Wrocławiu
Festiwal Kultury Żydowskiej „Simcha” we Wrocławiu – impreza kulturalna odbywająca się corocznie we Wrocławiu od 1999 roku, której celem jest popularyzacja kultury żydowskiej.
Pomysłodawcami festiwalu była Karolina Szykier-Koszucka, obecna dyrektor festiwalu, Jerzy Kichler, ówczesny przewodniczący Gminy Wyznaniowej Żydowskiej we Wrocławiu oraz Stanisław Rybarczyk, twórca i dyrygent chóru Synagogi pod Białym Bocianem. Pierwsza edycja festiwalu odbyła się w styczniu 1999 roku. Wówczas wystąpił zespół klezmerski Kroke oraz chór Synagogi pod Białym Bocianem, zorganizowano wykłady o tematyce żydowskiej oraz wystawę. Wszystkie wydarzenia działy się jeszcze poza Synagogą Pod Białym Bocianem, w której kończył się kolejny etap remontu. Kroke wystąpił w klubie Szuflada, a chór śpiewał w Galerii w Pasażu.
Z roku na rok festiwal wzbogaca się o nowe imprezy oraz coraz większą ilość koncertów i wykładów. W 2013 roku odbywa się 15. edycja festiwalu.